# 중림동
중림동(中林洞)은 서울특별시 중구의 행정동 및 법정동이다.

## 개요
중림동이라는 법정동명은 '약전중동'과 '한림동'의 글자를 각각 한 자씩 따온 데서 비롯되었는데, 약전중동이란 명칭은 조선시대에 이곳이 장안에 약을 공급하는 '가운뎃말'이었던 데서 유래되었으며, 한림동이란 명칭은 조선시대 이정암 삼형제가 모두 이곳에 살면서 한림 벼슬을 지냈으므로 그들이 거주하던 곳을 한림동이라 하게 되었다고 한다. 옛마을 이름으로 가운뎃말, 한림골, 형제우물골을 들 수 있다.

## 연혁
- 조선초 한성부 서부 반석방과 반송방에 속함
- 1894년 갑오개혁시 반석방 미전하계, 한림동 약전계 중동 및 반송방의 차자리계 형제정이 됨
- 1910년 경성부 예속[2]
- 1914년 중림정으로 개칭[3]
- 1946년 10월 1일 일제식 동명을 우리말 동명으로 변경. 서대문구 중림동
- 1975년 10월 1일 서대문구에서 중구로 편입[4]

## 법정동
- 중림동
- 만리동1가
- 만리동2가
- 의주로2가

## 교육
- 서울봉래초등학교
- 환일중학교
- 환일고등학교[5]
- 경기여자상업고등학교

## 명소
- 약현성당
- 손기정공원

## 같이 보기
- 대한민국의 행정 구역